# نيا فرانكلين
نيا فرانكلين (بالإنجليزية: Nia Franklin)‏ هي عارضة أمريكية، ولدت في 27 يوليو 1993 في وينستون-سالم في الولايات المتحدة.